# Manute Bol
Manute Bol (Turalei, 16 ottobre 1962 – Charlottesville, 19 giugno 2010) è stato un cestista sudanese con cittadinanza statunitense, professionista nella NBA.
È stato il giocatore più alto della storia dell'NBA a pari merito con il rumeno Gheorghe Mureșan (seppur quest'ultimo sia più alto per una questione di millimetri).

## Biografia
Manute Bol crebbe in un villaggio Dinka, badando al gregge delle pecore. Stando a quanto da lui dichiarato sua madre era alta 208 cm, suo padre 203 cm, sua sorella 203 cm e il suo bisnonno addirittura 239 cm. Il figlio Bol Bol, anche lui professionista in NBA, è alto 218 cm.
Tentò inizialmente di cimentarsi nel calcio, ma, respinto da ogni squadra alla quale si presentava, decise a 16 anni di darsi al basket. Uno scout statunitense lo notò durante un incontro con la nazionale sudanese, e lo convinse, ventenne, a trasferirsi negli Stati Uniti. Bol arrivò in America senza conoscere una parola di inglese e, secondo alcune testimonianze, senza saper leggere e scrivere; ciò complicò notevolmente il già difficile ambientamento nella sua nuova patria.

## Carriera cestistica

### College
Manute Bol frequentò inizialmente la Fairleigh Dickinson University; successivamente passò, nonostante le difficoltà con l'inglese, a Cleveland State University, per arrivare nel terzo e ultimo anno di college alla University of Bridgeport. Fu proprio nel corso del suo ultimo anno da collegiale che, a fronte dei migliori rendimenti scolastici, poté partecipare al torneo di basket NCAA. Le cifre di quest'unica stagione si commentano da sole: 22,5 punti, 13,5 rimbalzi, 7,1 stoppate a partita e oltre il 60% al tiro.

### NBA
I Washington Bullets ingaggiarono Bol al secondo turno del draft 1985; divenne il più alto atleta a esser mai sceso in campo in una partita di NBA (sarebbe stato superato da Gheorghe Mureșan, pochi millimetri più alto). E fu nella sua stagione da matricola, che Bol siglò una delle sue più celebri imprese: totalizzò 397 stoppate in 80 partite, con una media di 4,96 che, oltre a essere la seconda più alta nella storia della lega (dietro solo a Mark Eaton), costituisce un record assoluto per un rookie. L'apporto tecnico di Bol non andò mai tuttavia molto al di là della difesa, anche perché in attacco, sotto canestro, pativa notevolmente la stazza dei lunghi avversari che, sebbene molto più bassi, possedevano un fisico ben più robusto.
Fu soprattutto per questo motivo che, quando venne scambiato ai Golden State Warriors, l'allenatore Don Nelson ebbe l'idea di farlo attaccare con una certa regolarità dietro la linea dei tre punti. Il risultato non fu granché positivo, ma Bol, nella sola annata 1988-89, mise comunque a segno 20 triple; una volta arrivò persino a segnare 6 canestri da tre nel corso di una sola partita, risultato fuori dal comune per quasi tutti i centri e impensabile per un giocatore della sua statura. Ancora in questa stagione, Bol raggiunse nuovamente vette elevatissime nelle stoppate (4,3 di media).
L'avventura ai Warriors durò però solamente per due stagioni, e al termine del 1990 fece il suo arrivo ai 76ers. Le tre stagioni a Philadelphia portarono il personaggio di Manute Bol a livelli di popolarità altissimi, ben superiori alla sua discreta importanza in campo, e furono gli ultimi tranquilli dal punto di vista degli infortuni. Nel 1993-94, infatti, Bol fu protagonista di una stagione da incubo, passando per tre diverse squadre (Miami, Washington e Philadelphia) e giocando in tutto solo 14 partite a causa di un brutto infortunio alle sue fragilissime ginocchia. L'anno seguente fece ritorno ai Warriors, ma scese in campo solamente 5 volte a causa dei terribili dolori che lo affliggevano. Ancora oggi è secondo di sempre nella media di stoppate a partita (3,3 in 624 partite) e primo assoluto nella singolare classifica delle stoppate per minuto (0,176).

## Statistiche

### NBA

#### Regular season
| Anno      | Squadra            | PG  | PT  | MP   | TC%  | 3P%  | TL%  | RP  | AP  | PRP | SP  | PP  |
| --------- | ------------------ | --- | --- | ---- | ---- | ---- | ---- | --- | --- | --- | --- | --- |
| 1985-1986 | Washington Bullets | 80  | 60  | 26,1 | 46,0 | 0,0  | 48,8 | 6,0 | 0,3 | 0,4 | 5,0 | 3,7 |
| 1986-1987 | Washington Bullets | 82  | 12  | 18,9 | 44,6 | 0,0  | 67,2 | 4,4 | 0,1 | 0,2 | 3,7 | 3,1 |
| 1987-1988 | Washington Bullets | 77  | 4   | 14,8 | 45,5 | 0,0  | 53,1 | 3,6 | 0,2 | 0,1 | 2,7 | 2,3 |
| 1988-1989 | G.S. Warriors      | 80  | 4   | 22,1 | 36,9 | 22,0 | 60,6 | 5,8 | 0,3 | 0,1 | 4,3 | 3,9 |
| 1989-1990 | G.S. Warriors      | 75  | 20  | 17,5 | 33,1 | 18,8 | 51,0 | 3,7 | 0,5 | 0,2 | 3,2 | 1,9 |
| 1990-1991 | Philadelphia 76ers | 82  | 6   | 18,6 | 39,6 | 7,1  | 58,5 | 4,3 | 0,2 | 0,2 | 3,0 | 1,9 |
| 1991-1992 | Philadelphia 76ers | 71  | 2   | 17,8 | 38,3 | 0,0  | 46,2 | 3,1 | 0,3 | 0,2 | 2,9 | 1,5 |
| 1992-1993 | Philadelphia 76ers | 58  | 23  | 14,7 | 40,9 | 31,3 | 63,2 | 3,3 | 0,3 | 0,2 | 2,1 | 2,2 |
| 1992-1993 | Miami Heat         | 8   | 0   | 7,6  | 8,3  | 0,0  | -    | 1,4 | 0,0 | 0,0 | 0,8 | 0,3 |
| 1992-1993 | Washington Bullets | 2   | 0   | 3,0  | -    | -    | -    | 0,5 | 0,5 | 0,0 | 0,5 | 0,0 |
| 1992-1993 | Philadelphia 76ers | 4   | 0   | 12,3 | 42,9 | -    | -    | 1,5 | 0,0 | 0,5 | 2,3 | 1,5 |
| 1993-1994 | G.S. Warriors      | 5   | 2   | 16,2 | 60,0 | 60,0 | -    | 2,4 | 0,0 | 0,0 | 1,8 | 3,0 |
| Carriera  | Carriera           | 624 | 133 | 18,7 | 40,7 | 21,0 | 56,1 | 4,2 | 0,3 | 0,2 | 3,3 | 2,6 |

#### Play-off
| Anno     | Squadra            | PG | PT | MP   | TC%  | 3P% | TL%  | RP  | AP  | PRP | SP  | PP  |
| -------- | ------------------ | -- | -- | ---- | ---- | --- | ---- | --- | --- | --- | --- | --- |
| 1986     | Washington Bullets | 5  | 5  | 30,4 | 58,8 | -   | 37,5 | 7,6 | 0,2 | 0,6 | 5,8 | 4,6 |
| 1987     | Washington Bullets | 3  | 0  | 14,3 | 40,0 | 0,0 | 0,0  | 3,0 | 0,0 | 0,0 | 1,7 | 2,7 |
| 1988     | Washington Bullets | 5  | 0  | 8,8  | 57,1 | -   | 100  | 2,4 | 0,0 | 0,0 | 0,4 | 1,8 |
| 1989     | G.S. Warriors      | 8  | 0  | 18,5 | 19,4 | 9,1 | 28,6 | 3,9 | 0,1 | 0,3 | 3,6 | 2,3 |
| 1991     | Philadelphia 76ers | 8  | 0  | 13,6 | 50,0 | -   | 66,7 | 2,4 | 0,1 | 0,1 | 1,5 | 3,0 |
| Carriera | Carriera           | 29 | 5  | 17,1 | 38,6 | 8,7 | 44,4 | 3,8 | 0,1 | 0,2 | 2,7 | 2,8 |

## Vita dopo il basket
Conclusa la sua decennale esperienza con il basket americano con una stagione nella CBA con i Florida Beach Dogs, Manute fece ritorno a casa sua in Sudan. Fu contattato dopo poco tempo da Massimo Mangano, allenatore a Forlì, che lo volle in squadra: nonostante il grande entusiasmo che lo circondò al suo arrivo, si fermò solamente il tempo di giocare due partite a 5,5 punti di media, dopodiché venne tagliato e rientrò nuovamente nella sua terra nativa.
Bol tornava a casa con una grande popolarità e molto arricchito da anni di ricchi contratti NBA e innumerevoli compensi pubblicitari; distribuì buona parte di questo denaro a una gran quantità di parenti sparsi nelle varie tribù Dinka. Contribuì inoltre al finanziamento dell'esercito popolare che lottava per la liberazione del Sudan e fondò alcune associazioni di solidarietà, fra cui la Ring True Foundation, a sostegno dei bambini poveri sudanesi. Perse tuttavia anche molti soldi in investimenti sbagliati negli Stati Uniti, e venne messo alle strette dal governo sudanese, che lo isolò e gli sequestrò il passaporto per via di alcuni dissidi dovuti anche alla religione.

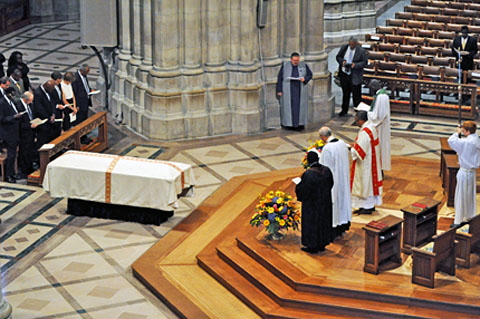
I funerali di Manute Bol presso la cattedrale di Washington.

Nel 2000 decise di fare ritorno in America, dove aveva lasciato moglie e figli. Arrivò in Egitto, dove sarebbe dovuto partire per gli Stati Uniti; ma, complici anche i problemi successivi all'11 settembre 2001, ebbe grosse difficoltà col dipartimento d'immigrazione statunitense, nonostante la sua precedente popolarità. Riuscì infine a tornare negli Stati Uniti. Nella nazione che tanta ricchezza e tanta celebrità gli aveva dato, Bol si diede da fare in mille modi, alle volte anche piuttosto degradanti, pur di trovare altri fondi utili alle sue cause: nel 2003, ad esempio, partecipò a un incontro di pugilato al Celebrity Boxing Show, trasmissione nella quale celebrità passate e contemporanee si sfidano sul quadrato; Manute, seppur a malincuore, partecipò e vinse l'incontro, aggiudicandosi i 35.000 dollari di premio che lo aiutarono nei suoi progetti.
Sempre nel 2003, alla ricerca di altri finanziamenti, accettò di entrare a far parte di una squadra di hockey su ghiaccio professionistica; si trattò esclusivamente di una trovata pubblicitaria, tanto che Bol scese in campo una sola volta, ma che gli servì a raccogliere parecchi fondi per la sua associazione. È morto il 19 giugno 2010 negli Stati Uniti all'età di 47 anni, a causa di un'insufficienza renale acuta insorta come complicanza alla sindrome di Stevens-Johnson.
Suo figlio Bol Bol è stato selezionato dai Miami Heat al secondo turno del Draft NBA 2019, con la 44ª scelta assoluta, venendo subito girato ai Denver Nuggets.

## Palmarès
- All-USBL First Team (1985)
- USBL All-Defensive Team (1985)
- USBL All-Rookie Team (1985)
- Miglior rimbalzista USBL (1985)
- Miglior stoppatore USBL (1985)
- NBA All-Defensive Second Team (1986)
- 2 volte miglior stoppatore NBA (1986, 1989)
- Sedicesimo miglior stoppatore di sempre NBA
- Secondo migliore giocatore di sempre per stoppate a partita NBA in regular season (3,34 stoppate a partita)